# نوع موشون
نوع موشون هو سلسلة من الطوابع البريدية للاستخدام العام تم إصدارها في فرنسا من 4 دجنبر 1900 حتى يونيو 1903. وتُستخدم هذه الطوابع كقيم وسيطة بين طوابع نوع بلان التي تحمل قيمًا صغيرة وطوابع نوع ميرسون التي تحمل قيمًا أعلى.
ومع ذلك، ورغم الانتقادات الشديدة، وعلى الرغم من التعديلات التي أُجريت في 1902، تم التخلي عن تصميم لويس-أوجين موشون في الفترة ما بين أبريل ويوليو 1903 لصالح نوع الزارعة الذي سيستمر حتى عام 1940.
بين عامي 1902 و1931، تم استخدام التصميم المعدل لعام 1902 أيضًا لصناعة الطوابع التي كانت تستخدم في المكاتب الفرنسية بالخارج.

## التكوين
في عام 1894، أطلق نائب السين غوستاف ميزور مسابقة تهدف إلى استبدال طابع نوع "سيج" (أو "السلام والتجارة")، تم استخدام طابع "سيج" منذ عام 1876، وكان الهدف من المسابقة استبداله بطابع يُعبّر بشكل أفضل عن القيم الجمهورية لفرنسا. من بين 700 مشروع تم تقديمها، بما في ذلك مشروع لويس-أوجين موشون، لم يمنح لجنة التحكيم أي جائزة، ولكن تم منح خمس أعمال إشادات شرفية. لم تكن إدارة البريد راضية عن هذا التغيير في الطوابع، وكانت راضية عن فشل المنافسة.
في ديسمبر 1898، قرر اللجنة الفنية للبريد تقسيم القيم الاسمية بين ثلاثة أنواع جديدة من الطوابع، بدعم من إدارة البريد التي قررت تجديد طرق الطباعة لتقليل التكاليف. استعرض وزير التجارة ألكسندر ميلران ووكيله في وزارة البريد ليون موجو مشاريع مسابقة 1894 وقررا استخدام اقتراح موشون الذي لم يكن ضمن المشاريع الخمسة المميزة. بالمقارنة مع طابع 1900، كانت الأيقونية الأصلية تحمل خوذة والقيمة الاسمية مكتوبة داخل درع مشابه للإصدار المعدل لعام 1902، مع بعض التعديلات. قام موشون بنفسه بتنفيذ عملية النقش بناءً على رسوماته.
على عكس النوعين الآخرين من الطوابع اللذين كان من الضروري إنشاء تصميم لهما وحدثت تأخيرات في إصدارهما، كان طابع "موشون" جاهزًا للإصدار منذ مايو 1900، بمناسبة المعرض العالمي في باريس. ومع ذلك، أراد ميليران إصدار الطوابع في وقت واحد؛ وقد تم ذلك في النهاية في 4 دجنبر 1900. إلى جانب أنواع بلان (القيمة الاسمية الصغيرة) وميرسون (القيمة الاسمية العالية)، شهد نوع موشون أول عملية بيع مسبقة للطوابع الفرنسية، والتي تمت في قصر بوربون وقصر لوكسمبورج.

## إصدارات سنة 1900

### وصف
الصورة عبارة عن رمز أنثوي للجمهورية يرتدي قبعة فريجية وإكليل غار، كعلامة على السلام، على الرغم من أنها ترتدي درعًا دفاعيًا. تحمل جالسة بيدها اليسرى طاولة حجرية مُنقوش عليها "حقوق الإنسان"، بينما تحمل في يدها الأخرى يد العدالة. ورأس أسد على الدرع يرمز إلى شجاعة الجمهورية.

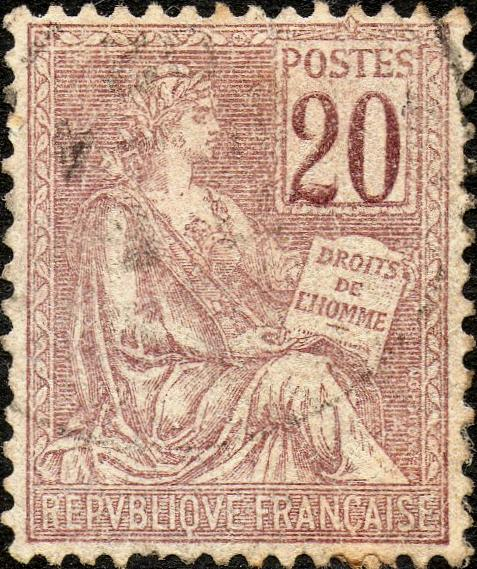
موشون 20 ج النوع الأول. القيمة الوجهية ليست متمركزة عموديا والحبر بألوان مختلفة.

"ذكر البلد"الجمهورية الفرنسية»تقع في أسفل إطار مزخرف. في أعلى اليمين، تسمح خرطوشة بيضاء بطباعة القيمة الاسمية أسفل كلمة "دعامات".
تم إصدار خمس قيم في 4 دجنبر 1900. يوجد طابع الـ 10 سنتيم الأحمر وطابع الـ 25 سنتيم الأزرق في نوعين، الأول والثاني، بينما طابع الـ 15 سنتيم البرتقالي صدر فقط في النوع الثاني. أما طابع الـ 20 سنتيم البني-الليلا وطابع الـ 30 سنتيم الليلا فقد تم إصدارها فقط في النوع الأول.
تمت طباعة الطوابع من النوع الأول باستخدام الطباعة الحروفية على طابعتين: الأولى للطباعة التوضيحية (ويُستخدم نفس الجالفانوطوب لجميع القيم بهدف تقليل تكاليف الإنتاج)، والثانية للطباعة على القيمة الاسمية. كانت هذه الطريقة سببًا في وجود انحرافات متكررة في تموضع القيمة الاسمية داخل إطارتها، بالإضافة إلى تباين درجات اللون بين كل طابعة وأخرى. تبين بسرعة أن هذه التقنية غير فعالة ماليًا بسبب العدد الكبير من الأوراق المطبوعة التي كان يتعين التخلص منها، لذا تم التخلي عنها بسرعة. كل ورقة مطبوعة بشكل مسطح تحتوي على 300 طابع.
بالنسبة للنمط الثاني (النوع II)، تم إجراء الطباعة، التي كانت لا تزال باستخدام الطباعة الحروفية، في مرحلة واحدة. تم تثبيت الأرقام الخاصة بالقيمة الاسمية في إطار كل قالب، ولكن يمكن تغييرها حسب الحاجة. توجد اختلافات في التصميم تسمح بتمييز النمطين الأول والثاني بالنسبة للقيمتين المعنيتين. بالنسبة للطابع ذو الـ 10 سنتيم، قاعدة الرقم "1" تكون مسطحة في النمط الأول ومنحنية إلى الداخل في النمط الثاني. أما بالنسبة للطابع ذو الـ 25 سنتيم، فإن الإطار الداخلي للإطار يكون خطًا مستمرًا في النمط الأول، ولكن متقطعًا في النمط الثاني. علاوة على ذلك، وبسبب تغيير طريقة الطباعة، تصبح لون الطابع موحدًا دائمًا ويتم وضع القيمة الاسمية بشكل مركزي داخل إطارها.
ويبلغ عدد الطوابع الصادرة:
- 10 سنتيم، أحمر: 13,350,000 (النمط الأول) و85,000,000 (النمط الثاني) نسخة.
- 15 سنتيم، برتقالي: 1,400,000,000 نسخة (النمط الثاني).
- 20 سنتيم، بني-ليلا: 5,100,000 نسخة (النمط الأول).
- 25 سنتيم، أزرق: 25,000,000 (النمط الأول) و71,000,000 (النمط الثاني) نسخة.
- 30 سنتيم، ليلا: 11,000,000 نسخة (النمط الأول).

### الاستقبال

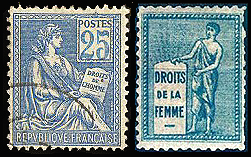
ذبابة ومشهد نسوي.

لقد لاقى التصميم استقبالًا سيئًا من قبل الصحافة، سواء الفيلاتيلية أو غير الفيلاتيلية، ومن قبل جزء من الجمهور، حيث تم وصف الطابع بأنه "قبيح، ضبابي وبارد".
في 15 يناير 1901، عبّر ألفريد جاري عن رأيه في طابع "موشون"، الذي قال إنه اكتشفه أثناء شراء من متجر تبغ. وجد أن الأيقونية التي تمثل الجمهورية تُصوّر وكأنها امرأة بائعة هوى: "الطابع يعرض مشهدًا مؤسفًا إلى حد ما: سيدة عمياء وذراعها في جبيرة، جالسة على كرسي متنقل، تستعطف المارة باستخدام لافتة تعد الرجل، على جسدها، بجميع الحقوق؛ وفوق رأسها تتأرجح مصباح يحمل رقم منزلها. السعر يرتفع، بالنسبة للأجانب، ليصل إلى خمسة وعشرين سنتيمًا" .
كانت بعض الجمعيات النسائية تلصق ملصقات "حقوق المرأة" بجانب هذه الطوابع على رسائلهم احتجاجًا على التصميم الذي اعتبرته غير ملائم ويمثل الجمهورية بشكل غير لائق.
حتى في مجلس النواب، نجح ليون ميرمان، نائب مارن، في تنظيم تصويت حول سحب طابع "موشون". حصل التصويت على 250 صوتًا لصالح إبقائه مقابل 243 صوتًا ضد.
بعيدًا عن هذه الاعتبارات، كان الجمهور مشوشًا بسبب تغيير الألوان: إذ انتقل الاستخدام الأكثر شيوعًا (الرسائل الداخلية العادية) من اللون الأزرق إلى اللون البرتقالي بناءً على توصية الاتحاد البريدي العالمي.

## نوعموشونمعدلة من عام 1902

### التغييرات المرئية
استجابةً للانتقادات الموجهة للطابع نفسه ولحل الصعوبات التقنية في تصنيعه، تم تعديل التصميم لإصدارات تمت على مدار عام 1902 لكل من القيم الخمسة السابقة. أصبح الإطار الذي يحتوي على القيمة الاسمية درعًا مكللاً بالغار. كلمة "دعامات" أصبحت مركزة في خط الزخرفة في الجزء العلوي للطابع. تم أيضًا إعادة النظر في التصميم العام للطابع بأدق التفاصيل. تم طباعة الرسمة والطابع مع القيمة الاسمية في تمريرة واحدة كما هو الحال مع طوابع "موشون" غير المعدلة من النوع الثاني. كما تغير لون طابع الـ 15 سنتيم من البرتقالي إلى اللون القرمزي.
عدد الطوابع الصادرة غير معروف.

### الطوابع لا تزال موضع انتقاد
على الرغم من هذه التعديلات، لم تزد شعبية هذه الطوابع المستخدمة بشكل شائع. في أكتوبر 1902، قرر جورج ترويو، وزير التجارة، وألكسندر بيران، السكرتير العام لشؤون البريد، استبدالها بطابع "الزارعة" لأوسكار روتي، الذي كان قد تم استخدامه على القطع النقدية منذ عام 1897. وتم تعيين موشون نفسه لحفر القوالب الخاصة بهذا الطابع. تم الاستبدال بين أبريل ويوليو 1903.

## استخدامات أخرى
منذ قانون 29 دجنبر1900، يجب على العسكريين الآن استخدام طابع يحمل علامة "ف.م" للإشارة إلى "الإعفاء العسكري" على الرسالتين الشهرية اللتين يحق لهم إرسالها بدون تكلفة، أي مجانًا. وكان الموظف نفسه هو المسؤول عن وضع الطابع على الظرف.
أول طابع للإعفاء العسكري هو طابع الـ 15 سنتيم من نوع "موشون"، الذي تم إصداره في يونيو 1901. الطابع الثاني هو أيضًا 15 سنتيم، ولكنه النسخة المعدلة، وقد تم إصداره في أبريل 1903.
كما هو الحال مع الطوابع الأخرى من نوع "موشون"، تم استبدال طابع الـ 15 سنتيم "الإعفاء العسكري" بطابع "الزارعة" ذو الخطوط، وهو طابع الـ 15 سنتيم الأخضر، في يوليو 1904.

### في الخارج

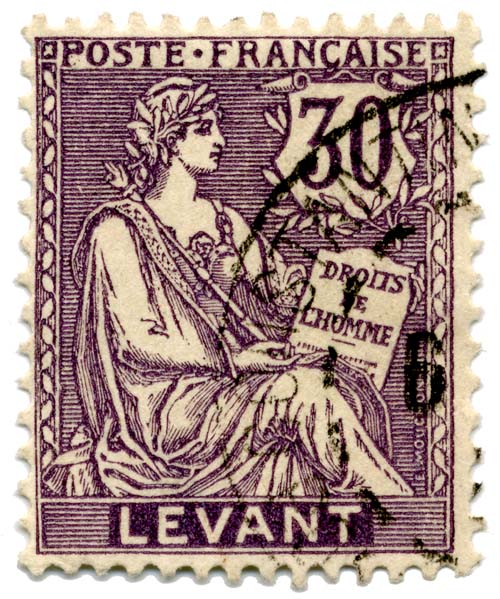
نوع موشون الشامي.

بين عامي 1902 و1931، تم تعديل نوع موشون لطباعة الطوابع التي تم استخدامها في العديد من المكاتب الفرنسية في الخارج.
تم تعديل النقوش على الطوابع، حيث تم وضع عبارة البريد الفرنسي في الجزء العلوي، واسم البلد في الأسفل، باللون الأبيض على خلفية موحدة اللون. وقد تم تزويد العديد من هذه السلاسل بزيادة لقيمة بالعملة المحلية.

## طوابع تذكارية
وعلى الرغم من هذا الاستقبال وهذه المسيرة المهنية القصيرة، فإن طراز موشون يتضمن إصدارين تذكاريين.
تم إصدار نسخة مكررة من طابع الـ 25 سنتيم الأزرق لعام 1900 من تصميم جول بيل، وقد ظهرت هذه النسخة في طابع على طابع ضمن الشريط الذي تم إصداره بمناسبة "فيلا تيك"، المعرض الفيلاتيلي الدولي في باريس عام 1964. وكان هذا الشريط يحتوي أيضًا على طابع من النوع الأبيض وطابعين يخصان أنشطة البريد والبرق.
في تكريم السلاسل القديمة المستخدمة في طوابع البريد خلال إصدارات يوم الطابع من 1994 إلى 1998، تم تكريم طابع "موشون" في مارس 1997. تم نقش الأَلِيجوريا التي قام بنحتها شارل بريديوكس بالأزرق وبطريقة الطباعة العميقة على خلفية بنفسجية.

## الأصناف والاهتمام بالطوابع البريدية
طوابع موشون من النوع الأول، المطبوعة في عام 1900 ودون عيوب، نادرة. إلى جانب المشاكل المتعلقة بالطباعة المزدوجة (وضع القيمة بشكل خاطئ داخل الإطار واختلاف اللون)، تكون الطوابع غالبًا غير متمركزة عندما تكون أسنان التثقيب في مواضع خاطئة، وهو عيب يوجد أيضًا في طوابع موشون من النوع الثاني. قد تكون القيمة المالية مطبوعة مرتين أو قد تكون مفقودة تمامًا.
طوابع موشون من النوع الثاني والطوابع ذات التصميم المعدل، إذا كانت خالية من مشاكل الطباعة، قد تكون أيضًا غير متمركزة بشكل صحيح بالنسبة للتثقيب.
على طابع الـ 15 سنتيم "الإعفاء العسكري"، قد تكون الطباعة العكسية أو توجد على طرفين اثنين من الطابع.

## الملاحظات
1. ↑  ونشرت الصحف ما يقارب الثلاثين من هذه المشاريع. حظيت "التنويهات المشرفة" الخمسة بشرف تمثيلها على صناديق عود الثقاب لعام 1894 الخاصة بإدارة الضرائب غير المباشرة.[2]
2. ↑  هذا هو أول تمثيل على طابع بريدي لامرأة ترتدي قبعة فريجية، وهي السمة التي أصبحت فيما بعد واحدة من خصائص التمثيلات البريدية لماريان.
3. ↑  25 سنتيمات هي رسوم البريد المطلوبة لإرسال رسالة بسيطة إلى الخارج وفقًا لأسعار البريد في 1 مايو 1878[12].

### ببليوغرافيا
- Singeot, Matthieu (2012) [مارس 2012]. "Le type Mouchon : condamné à être mal aimé". Timbres magazine (بالفرنسية) (132): 74–77..
- Storch، Jean؛ Françon، Robert (1988). Les types Droits de l'Homme de J.-E. Mouchon. Timbroscopie. ص. 119. ISBN:2-9071-2401-3..
- Collectif (2005–2006). Catalogue de cotations de timbres de France. Dallay. ص. 123-127 et 663. ISBN:978-2-9516-6898-0.{{استشهاد بكتاب}}:  صيانة الاستشهاد: تنسيق التاريخ (link).

### رابط خارجي
- طوابع تستخدم نوع موشون على موقع Phil-Ouest .